# Samet Aybaba
Samet Aybaba (Osmaniye, 3 settembre 1955) è un allenatore di calcio ed ex calciatore turco, di ruolo difensore.

## Palmarès

### Giocatore
- Campionato turco: 2

Beşiktaş: 1981-1982, 1985-1986
- Supercoppa di Turchia: 1

Beşiktaş: 1986
- Coppa del Primo Ministro: 2

Beşiktaş: 1977, 1988

### Allenatore
- Coppa del Primo Ministro: 2

Ankaragücü: 1991
- Coppa di Turchia: 2

Gençlerbirliği: 2000-2001
Trabzonspor: 2002-2003
- TFF 1. Lig: 2

Sivasspor: 2016-2017
Adana Demirspor: 2020-2021